# جيمس فوكس (كاتب بريطاني)
جيمس فوكس (بالإنجليزية: James Fox)‏ هو كاتب وصحفي بريطاني، ولد في 1945 في واشنطن العاصمة في الولايات المتحدة.